# Hummus

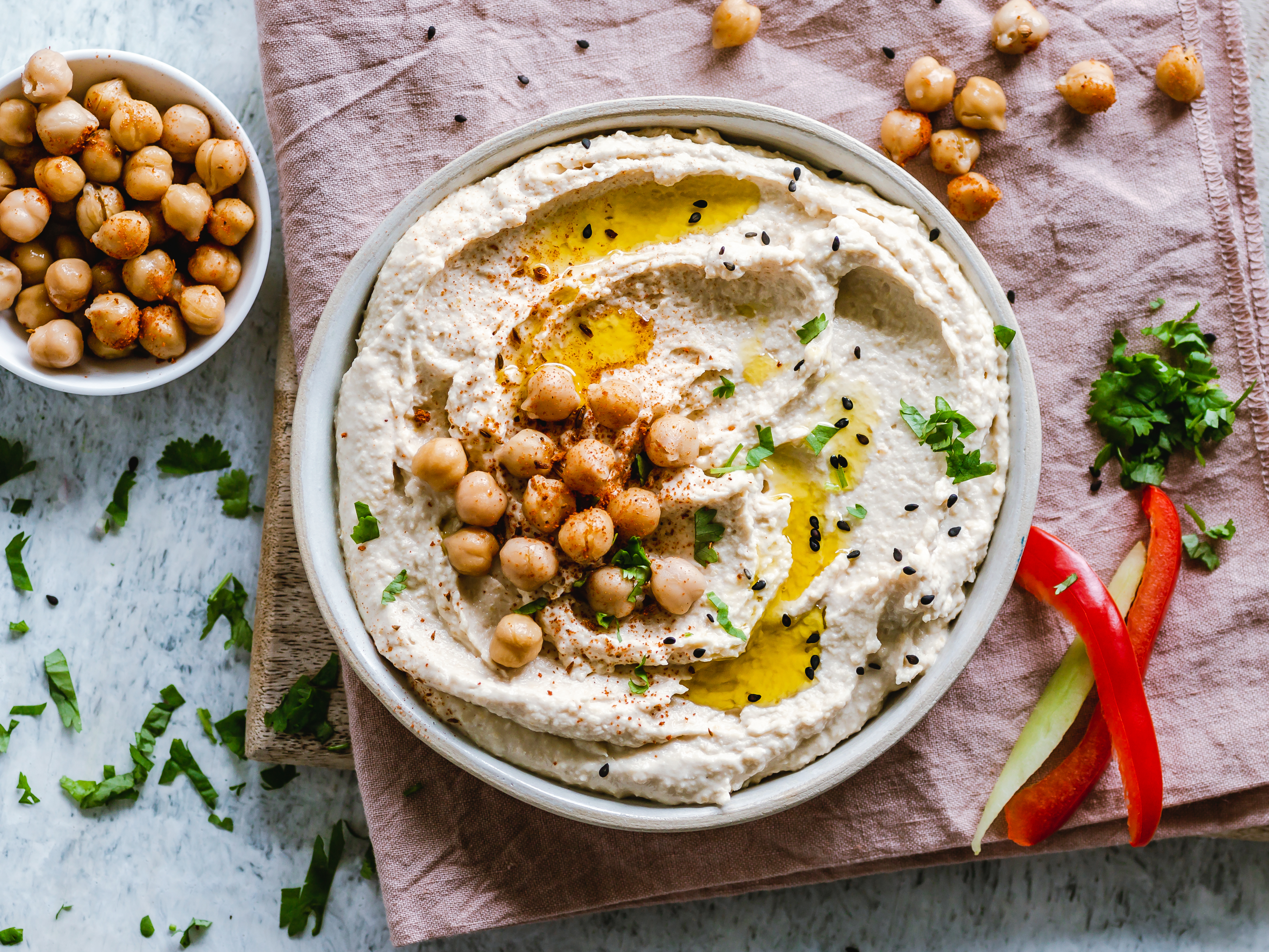

Hummus lub humus (arab. ‏حمص‎ ḥummuṣ, w języku klasycznym ḥimmiṣ lub ḥimmaṣ, dosł. „ciecierzyca”) – sos dip lub pasta do smarowania, przyrządzana z gotowanych i przetartych nasion ciecierzycy lub innych roślin strączkowych. 
Potrawa wywodząca się z Lewantu i Egiptu; współcześnie popularna na Bliskim Wschodzie i w Północnej Afryce, znana również w kuchniach kaukaskich. Według legendy została wymyślona przez sułtana Saladyna w czasach wypraw krzyżowych. Obecnie rozpowszechniona na całym świecie, zwłaszcza wśród wegetarian i wegan.
Występuje w wielu wariantach – jako zimna przekąska, spożywana z chlebem pita lub jako dodatek do innych dań. Zasadniczymi składnikami hummusu zwykle są: ugotowana i utarta ciecierzyca lub bób, zmiażdżony czosnek, tahini (pasta sezamowa), oliwa i sok z cytryny oraz przyprawy – niekiedy pietruszka oraz kmin rzymski. Wszystkie składniki są dokładnie razem wymieszane.
Przygotowywanie hummusu jest jednym z elementów kulinarnego sporu pomiędzy Libanem (podstawa kuchni libańskiej) a Izraelem. Izrael zajmuje się eksportem hummusu do wielu krajów i jest przez Arabów oskarżany o przywłaszczenie sobie nazwy. Próby zastrzeżenia prawa do korzystania z nazwy potrawy przez Libańczyków nie powiodły się.
W maju 2010 roku w Libanie został pobity rekord Guinnessa na największą przygotowaną porcję hummusu. Zwycięska porcja została przygotowywana przez 300 kucharzy w wiosce al-Fanar niedaleko Bejrutu. Hummus ważył 10 452 kg, czyli dwa razy więcej niż poprzednia rekordowa porcja przygotowana przez 50 Izraelczyków w styczniu 2010 w wiosce Abu Ghausz, która ważyła 4090 kg. Według lokalnych mediów na przygotowanie zwycięskiego hummusu zużyto 8 ton ciecierzycy, 2 tony pasty tahini, 2 tony soku z cytryny oraz 70 kg oliwy.
Grecką odmianą potrawy jest pasta fava – purée z gotowanego łuskanego grochu z oliwą, czosnkiem, cebulą i cytryną. Czasem może być również przyrządzana z bobu lub z żółtej soczewicy, a także z grochu.